# Danh sách tính năng bị loại bỏ trên Windows 11
Windows 11 là phiên bản của hệ điều hành Windows NT và là phiên bản kế nhiệm của Windows 10. Một số tính năng của hệ điều hành Windows 11 đã bị loại bỏ so với Windows 10.

## Các tính năng đã bị loại bỏ

### Giao diện người dùng
- Cortana không được bao gồm trong trải nghiệm out-of-box hoặc được ghim trong thanh tác vụ. Chính thức bị loại bỏ và thay thế bằng Windows Copilot trong phiên bản 23H2.[1][2][3]
- Tin tức và Sở thích bị xóa và thay thế bằng các tiện ích.[4]
- Trạng thái Nhanh (Quick Status) từ màn hình khóa và các cài đặt khác bị xóa.
- Chế độ máy tính bảng (Tablet mode) bị loại bỏ.[5]
- Tính năng dòng thời gian (Task View) bị loại bỏ.
- Bàn phím cảm ứng sẽ không còn gắn trên màn hình lớn hơn 18 inch.
- Người dùng không còn có thể đồng bộ hóa hình nền máy tính để bàn giữa các thiết bị bằng tài khoản Microsoft.
- Ví (Wallet) đã bị xóa.

#### Menu Bắt đầu
- Live Tiles bị xóa và thay thế bằng các tiện ích.[6]
- Khi nâng cấp từ Windows 10, các ứng dụng và trang web đã ghim sẽ không được di chuyển.

#### Thanh tác vụ
- Nút Mọi người (People) đã bị xóa.[1]
- Một số biểu tượng trong khay hệ thống ở phía bên phải có thể không còn xuất hiện nữa.
- Người dùng không thể di chuyển thanh tác vụ, dưới cùng của màn hình sẽ là căn chỉnh duy nhất được phép.
- Các ứng dụng không thể sửa đổi các khu vực của thanh tác .

### Phần mềm
- 3D Viewer, OneNote cho Windows 10 và Paint 3D không được cài đặt theo mặc định.[1][7]
- Skype không được cài đặt theo mặc định và thay vào đó là Microsoft Teams.[3]
- Internet Explorer bị vô hiệu hoá và được thay thế bằng "Chế độ IE" trên Microsoft Edge.[8][9]
- Cắt và Phác thảo (Snip & Sketch) và Snipping Tool cũ thay thế bằng Công cụ cắt mới.
- Groove Âm Nhạc và Phim & TV bị thay thế thành Trình phát Đa phương tiện mới (Media Player).
- Ứng dụng Đầu cuối (Terminal) mới.

### Yêu cầu hệ thống
- Hỗ trợ cho bộ xử lý 32-bit IA-32 đã bị loại bỏ, chỉ bộ xử lý 64-bit x86-64 hoặc ARM64 mới được hỗ trợ trên Windows 11.[a][10]